# Simon Franglen
Simon Franglen (* 1963 in London) ist ein britischer Filmkomponist, Musikproduzent, Arrangeur und Musiker.

## Leben
Simon Franglen wurde 1963 in London geboren. In seiner Familie spielte vor allem klassische Musik stets eine große Rolle. Der Musikwissenschaftler Hans Keller war sein Großonkel. Der Musiker Nick Franglen (Lemon Jelly) ist sein jüngerer Bruder.
Nach dem Studium arbeitete er ab den 1980er Jahren in verschiedenen Tonstudios, wo er den Umgang mit Samplern und Sequenzern kennenlernte. Der Musikproduzent Trevor Horn engagierte ihn schließlich als Synclavier-Programmierer. Später machte er sich selbstständig. Er produzierte zunächst Independent Bands und schrieb Musik für Werbespots. Ab Ende der 1980er Jahre schrieb er erste Filmmusiken für britische Fernsehproduktionen. Über einen Kontakt zum Filmkomponisten John Barry erhielt Franglen 1990 die Möglichkeit, an der Produktion des Soundtrack-Albums für Der mit dem Wolf tanzt mitzuwirken. Franglen arbeitete auch in den kommenden Jahren wiederholt mit Barry zusammen. Produzent Humberto Gatica überzeugte Franglen schließlich, nach Los Angeles umzuziehen.
Dort folgten zahlreiche Arbeiten als Synthesizer Programmer, Synclavier Programmer oder Keyboarder für Alan Silvestri, mit dem er unter anderem an den Soundtracks zu Filmen wie Downtown, Tod im Spiegel, Ricochet – Der Aufprall oder Bodyguard arbeitete. Später folgten Arbeiten für Howard Shore und James Horner. Daneben arbeitete Franglen als Synthesizer oder Synclavier Programmer an Produktionen von Musikern wie Michael Jackson, Whitney Houston, Celine Dion, Barbra Streisand, Julio Iglesias, Madonna, Lionel Richie oder Richard Marx und arrangierte oder produzierte für Künstler wie David Foster, Shanice, Corey Hart, Color Me Badd, Monica, Crash Test Dummies, Toni Braxton, Patti Labelle, Bee Gees, Gary Barlow, En Vogue, Brandy, Boyzone und The Corrs. Seine Diskografie umfasst über 400 Einträge für die Mitwirkung an Musikproduktionen.
Mit James Horner arbeitete Franglen am Soundtrack zu James Camerons Spielfilm Titanic (1997). Die Produktion von Celine Dions Single My Heart Will Go On brachte ihm bei den Grammy Awards 1999 gemeinsam mit Walter Afanasieff, James Horner, Humberto Gatica und David Gleeson den Grammy Award for Record of the Year ein. Mit Horner wirkte Franglen auch am Soundtrack zum Science-Fiction-Film Avatar – Aufbruch nach Pandora (2009) mit. Seine Produktion des von Leona Lewis gesungenen Titelsongs des Films I See You (Theme from Avatar) brachte ihm bei den Golden Globe Awards 2010 gemeinsam mit James Horner und Kuk Harrell eine Nominierung für den Besten Filmsong und 2011 eine weitere Grammy-Nominierung für den besten Song geschrieben für Film, Fernsehen oder andere visuelle Medien ein. Franglens letzte gemeinsame Arbeit mit James Horner entstand für den Soundtrack zu Antoine Fuquas Western-Neuverfilmung Die glorreichen Sieben (2016). Nach Horners Unfalltod am 22. Juni 2015 stellte Franglen dessen Kompositionen fertig und erhielt neben Horner ebenfalls einen Credit als Komponist des Filmsoundtracks.
Danach folgten weitere Arbeiten als eigenständiger Filmkomponist für Produktionen wie die Fernsehserie Ice, den Action-Thriller Peppermint: Angel of Vengeance oder die Miniserie Die Wahrheit über den Fall Harry Quebert. Franglen schrieb die Filmmusik zum Avatar-Sequel Avatar: The Way of Water und wird auch die Musik von Avatar: Fire and Ash, Avatar 4 und Avatar 5 komponieren.
Im Sommer 2024 wurde Franglen Mitglied der Academy of Motion Picture Arts and Sciences.

## Filmografie (Auswahl)
- 1989: The Real Eddy English (Miniserie, 4 Episoden)
- 1989–1990: Round the Bend! (Fernsehserie, 18 Episoden)
- 1991: Eye Contact (Fernsehfilm)
- 1993: Born to Run (Fernsehfilm)
- 1995: Friday
- 2013: One Direction: This Is Us (Dokumentarfilm)
- 2016: Die glorreichen Sieben (The Magnificent Seven)
- 2016–2017: Ice (Fernsehserie 10 Episoden)
- 2017: The Receipt: The Gift (Kurzfilm)
- 2018: Together (Kurzfilm)
- 2018: Peppermint: Angel of Vengeance (Peppermint)
- 2018: Die Wahrheit über den Fall Harry Quebert (The Truth About the Harry Quebert Affair, Fernsehserie, 10 Episoden)
- 2021: Turandot
- 2022: Notre-Dame in Flammen (Notre-Dame brûle)
- 2022: Avatar: The Way of Water

## Auszeichnungen
The Movie Music International – Recognition Awards
- 2022: Best Score for a Docu-Drama (Notre-Dame in Flammen)[8]

American Society of Composers, Authors and Publishers Award
- 2023: Nominierung für die Beste Filmmusik (Avatar: The Way of Water)[9]

World Soundtrack Award
- 2023: Auszeichnung als Discovery of the Year (Avatar: The Way of Water)[10]